# Théâtre I.N.K.
 (décembre 2017).
Le Théâtre I.N.K. est fondé à Montréal en 2002 par Marilyn Perreault et Annie Ranger. Le Théâtre I.N.K. est un organisme à but non lucratif qui crée et met en scène, pour les publics adolescent et adulte, des textes inédits tout en portant une attention particulière à l'intégration de l'image et du mouvement dans l'interprétation théâtrale.
Parmi les grands projets qui ont jalonné le parcours du Théâtre I.N.K., notons la co-fondation du Théâtre Aux Écuries avec cinq autres compagnies (L'activité de Olivier Choinière, Théâtre de la Pire Espèce, le Grand jour, le Théâtre Les porteuses d'aromates et le Festival Jamais Lu) et la mise sur pied du mouvement Femmes pour l'Équité en Théâtre (F.E.T.).

## Créations
2022 : Duo en morceaux
2020-2023 : Duo en vitrine
2019 : Faire la leçon de Rébecca Déraspe
2018 : Fiel de Marilyn Perreault 
2015 : Jusqu’au sang ou presque de Annie Ranger 
2015 : La beauté du monde de Olivier Sylvestre 
2014 à 2017 : Lignedebus / Bus Stops de Marilyn Perreault au Théâtre Aux Écuries et au Centaur Theatre
2012 : Robin et Marion d’Étienne Lepage au Centre du Théâtre d'Aujourd'hui
2012 : L’effet du temps sur Matèvina de Annie Ranger 
2010-2011 : La robe de Gulnara de Isabelle Hubert (2010 à 2011) au Théâtre de la Bordée et au Théâtre Espace Go
2007 à 2010 : Roche, papier, couteau… de Marilyn Perreault au Centre du Théâtre d'Aujourd'hui et à la Salle Fred-Barry du Théâtre Denise-Pelletier
2006 à 2009 : La cadette de Annie Ranger au Centre du Théâtre d'Aujourd'hui
2003 à 2007 : Les Apatrides de Marilyn Perreault à Espace Libre et au Festival TransAmériques.

## Mentions et prix
Plusieurs spectacles du Théâtre I.N.K. se sont mérité prix et nominations : Bus Stops (nominations aux METAs dans quatre catégories : meilleure production, distribution, éclairages et décor), Lignedebus (Prix du public et nomination dans la catégorie «interprète masculin» - Gala des Cochons d'or), Robin et Marion (nomination dans la catégorie «interprète masculin» - AQCT), La robe de Gulnara (Prix «production Québec» - AQCT), La cadette (nomination dans la catégorie «production Montréal» - Gala des Masques) et Les Apatrides (récipiendaire des Masques «révélation de l'année» et «conception de décor»), Jusqu’au sang ou presque (finaliste pour le Prix Louise-LaHaye pour l’écriture dramatique jeune public- 2016). 